# Мартенкур (Мёрт и Мозель)
Мартенку́р (фр. Martincourt) — коммуна во французском департаменте Мёрт и Мозель региона Лотарингия. Относится к кантону Домевр-ан-Э.

## География
Мартенкур расположен в 25 км к северо-западу от Нанси. Соседние коммуны: Маме на севере, Жезонкур, Грискур и Виллер-ан-Э на востоке, Рожевиль на юго-востоке, Домевр-ан-Э и Трамблекур на юге, Манонвиль на юго-западе, Новьянт-о-Пре на западе, Лиронвиль на северо-западе.

## История
- На территории коммуны находятся следы первобытной и галло-романской эпох.
- Замок, основанный в 1306 году Пьером де Баром. В XV веке замок был захвачен бургундцами. Разобран в XVII веке.
- Во время Второй мировой войны в 1944 году деревня была сожжена при отступлении германских войск.

## Демография
Население коммуны на 2010 год составляло 95 человек.
| 1962 | 1968 | 1975 | 1982 | 1990 | 1999 | 2010 |
| ---- | ---- | ---- | ---- | ---- | ---- | ---- |
| 87   | 92   | 77   | 87   | 85   | 76   | 95   |

## Достопримечательности
- Остатки замка герцогов де Бар, основанного в 1306 году.